# Russula prolifica
Russula prolifica é um fungo que pertence ao gênero de cogumelos Russula na ordem Russulales. A espécie pode ser encontrada em Madagascar.